# Chadchat
Chadchat (també Santalpur) fou un petit estat tributari protegit a Gujarat, agència de Palanpur, presidència de Bombai. El formaven 11 pobles. La superfície estimada era de 1140 km². La capital era Santalpur, amb 5,330 habitants el 1881. Era un país pla i obert, sense rius i amb nombrosos dipòsits d'aigua.
El governant era de la família Jhareya dels rajputs, emparentats als raos de Kutch (Kachchh), i l'orde de successió era per primogenitura; el seu títol era de thakur (noble).